# Schwadernau
Schwadernau – gmina (niem. Einwohnergemeinde) w Szwajcarii, w kantonie Berno, w regionie administracyjnym Seeland, w okręgu Biel/Bienne. Leży nad Kanałem Nidau-Büren.

## Demografia
W Schwadernau mieszkają 692 osoby. W 2020 roku 11,7% populacji gminy stanowiły osoby urodzone poza Szwajcarią.